# Višegrajski kodeks
Višegrajski kodeks (latinsko Codex Vyssegradensis, češko Kodex vyšehradský), imenovan tudi Kronanjski evangelistar kralja Vratislava, je ilustrirana romanska knjiga evangelijev iz poznega 11. stoletja, ki se šteje za najpomembnejši in najdragocenejši rokopis v Češki republiki. Izredno bogata ikonografija in vizualne komponente  ga uvrščajo med najdragocenejše iluminirane rokopise druge polovice 11. stoletja v Evropi.
Napisan je bil verjetno po naročilu čeških diplomatov v počastitev obletnice kronanja prvega češkega kralja Vratislava II. leta 1085. Kodeks je podonavskega porekla in je tesno povezan s tremi drugimi ohranjenimi rokopisi. Dva od njih sta zdaj na Poljskem, eden pa v praški kapiteljski knjižnici. Napisan je bil verjetno v skriptoriju samostana sv. Emmerama v Regensburgu. Rokopis se zdaj nahaja v Češki nacionalni knjižnici v Pragi pod signaturo XIV A 13. Leta 2005 je bil razglašen za nacionalni kulturni spomenik Češke republike.
V knjigi je prva znana upodobitev Jesejevega družinskega drevesa. V članku, ki analizira to upodobitev, J.A. Hayes Williams poudarja, da je njena ikonografija zelo drugačna od tiste, ki jo običajno najdemo na takšnih slikah, kar po njenem mnenju potrjuje, da je bil naročnik knjige kralj. Na strani z Jesejevim drevesom so tudi druge ilustracije, od katerih štiri prikazujejo Kristusove prednike.